# 北三环西路 (北京)
39°58′03″N 116°20′03″E / 39.9674718°N 116.3340965°E

北三环西路是一条位于北京市海淀区的道路，东西走向。该路东起与西土城路相交的蓟门桥，与北三环中路相连，西至苏州桥，与西三环北路和长春桥路相连。全长4101米。始建于1960年，1994年扩建，主路宽20米，辅路宽5米。